# ولایکوواتس
ولایکوواتس (به صربی: Vlajkovac) یک منطقهٔ مسکونی در صربستان است که در Vršac municipality واقع شده‌است. ولایکوواتس ۱٬۱۷۸ نفر جمعیت دارد و ۸۰ متر بالاتر از سطح دریا واقع شده‌است.